# Ruth Brandberg
Ruth Martina Brandberg, född 17 augusti 1878 i Landskrona, död 18 september 1944 i Stockholm, var en svensk trädgårdsarkitekt.
Brandberg var verksam under 1900-talets första decennier.

## Biografi
Ruth Brandbergs far Josef August Brandberg var förste stadsläkare i Landskrona. Redan under sitt första skolår knöt hon en kontakt som skulle komma att följa henne livet igenom, Selma Lagerlöf. Lagerlöf var Ruth Brandbergs lärare i folkskolan under åren 1885–1895, och umgicks med föräldrarna Josef August och Anna Maria Brandberg. Familjen flyttade till Stockholm efter faderns död år 1900 och samma år inledde Ruth Brandberg sina studier vid Kungliga högre lärarinneseminariet. Hon avbröt dock studierna på grund av sjukdom, men kom under en tid att arbeta som privatlärare. Hon valde i stället att utbilda sig till trädgårdsmästare. Likt merparten av de kvinnor som var professionellt verksamma inom det yrket i början av 1900-talet sökte hon sin utbildning utomlands, nämligen vid Horticultural College for Women i Swanley, Kent i England, där hon studerade 1907–1909. Hon blev därmed en av de första kvinnorna i Sverige att verka professionellt som trädgårdsarkitekt.

### Tidig karriär
Ruth Brandbergs första anställning efter avslutad utbildning var som trädgårdsfröken hos Selma Lagerlöf på Mårbacka 1909–1911. Där fick hon möjlighet att omsätta sina kunskaper i praktiken, men också erfarenhet av att vara arbetsledare för ett stort antal män. Arbetet vid Mårbacka bestod dels av att återställa ett äldre trädgårdsparti, dels av att komponera ett helt nytt trädgårdsparti. Ruth Brandberg började nu också ta sina första självständiga gestaltningsuppdrag. När hon 1911 tillsammans med sin goda vän Gertrude Bråkenhielm bosatte sig på gården Perstorp vid Tungelsta i Södermanland var det främst för att prova på att driva en handelsträdgård. Från 1916, då hon flyttade till Lidingö tillsammans med sin syster Märta Brandberg, arbetade hon som konsulterande trädgårdsmästare med uppdrag främst i Dalarna och i Stockholmstrakten. Flera av uppdragsgivarna var släkt med varandra, som syskonen Lilly Wilhelmina Crafoord och envoyén Axel Wallenberg, för vilken hon arbetade med trädgården vid Vilan på Drottningholm.
Under åren omkring 1920 vidareutbildade Ruth Brandberg sig i praktiskt såväl som teoretiskt hänseende genom kurser i trädbeskärning via Experimentalfältet och perspektivteckning på Tekniska skolan i Stockholm, samt genom arbete med inomhusblommor på Adelsnäs i Östergötland. Hennes mest omfattande vidareutbildning var som elev hos trädgårdsarkitekten I.P. Andersen i Köpenhamn 1919–1921, kombinerat med praktiskt anläggningsarbete och studieresor, också i Danmark. I.P. Andersen, som var en av Danmarks ledande trädgårdsarkitekter, arbetade då sedan några år med nya trädgårdspartier till Krapperup i Skåne, som för övrigt hade varit ett av Ruth Brandbergs mål under en studieresa.

### Eget trädgårdsarkitektkontor
Med vidareutbildningar och vunna erfarenheter kom nästa fas i Ruth Brandbergs karriär: ett eget kontor som trädgårdsarkitekt, vilket hon från 1921 drev i hemmet på Lidingö. Till en början fortsatte hon med den typ av privata uppdrag som hon ansvarat för under 1910-talet, och i Ruth Brandbergs samling hos Statens centrum för arkitektur och design, finns ett stort antal ritningar till privatträdgårdar utförda fram till omkring 1940. Från 1920-talets början finns också de arbeten som skulle utvecklas till hennes särskilda specialitet: trädgårdar och parker vid sjukhus, sanatorier och liknande vårdinrättningar. Hennes första större uppdrag blev en om- och nygestaltning vid Akademiska sjukhuset i Uppsala i mitten av 1920-talet i samband med den om- och tillbyggnad av sjukhuset som arkitekten Ernst Stenhammar ansvarade för. Anläggningen, som delvis finns bevarad, består av flera separata trädgårdar avsedda för dels sjuksköterskor och läkare, dels manliga respektive kvinnliga patienter.
Efter detta uppdrag följde en rad arbeten där Ruth Brandberg var partner till arkitekten Gustaf Birch-Lindgren, som under lång tid var landets ledande sjukhusarkitekt. Till de arbeten som nu utfördes hör nya trädgårdsinslag vid Serafimerlasarettet, Stockholm, 1928–1933, med blomstergård på maskinhusets tak och ett modernt stenparti; trädgård och ligghall vid Sandträsk sanatorium 1930–1931; Apelvikens kustsanatorium vid Varberg 1931–1933 med planteringar, häckar och rabatter som i klassicistisk anda höll samman sanatoriets många byggnader; Uppsala sköterskehem ca 1935; Uppsala Läns Centralsanatorium 1937–1938 och Ulleråkers sjukhus 1937. Ruth Brandberg visade i sina många sjukhusanläggningar dels en omsorg om patienterna, stora som små, för att ge dem möjligheter till utevistelser, dels de inbyggda hierarkierna i vårdmiljöer, där inte bara patienter skildes från anställda, utan där också sköterskor separerades från läkare genom att de olika kategorierna av anställda fick olika trädgårdar. En av hennes större uppdragsgivare var Svenska Tobaksmonopolet för vars räkning hon bland annat utförde en trädgård vid semesterhemmet Rockesholm i Bergslagen 1937–1940. Till de större privata uppdragen hör moderniseringen av Lennartsnäs i Uppland för Alfhild af Ugglas 1936–1937. Hon samarbetade med trädgårdsarkitekten Helfrid Löfquist som också kom att slutföra flera av hennes uppdrag.
Ruth Brandberg avled i Stockholm 1944. Hennes grav finns på Landskrona Kyrkogård.

## Verk i urval

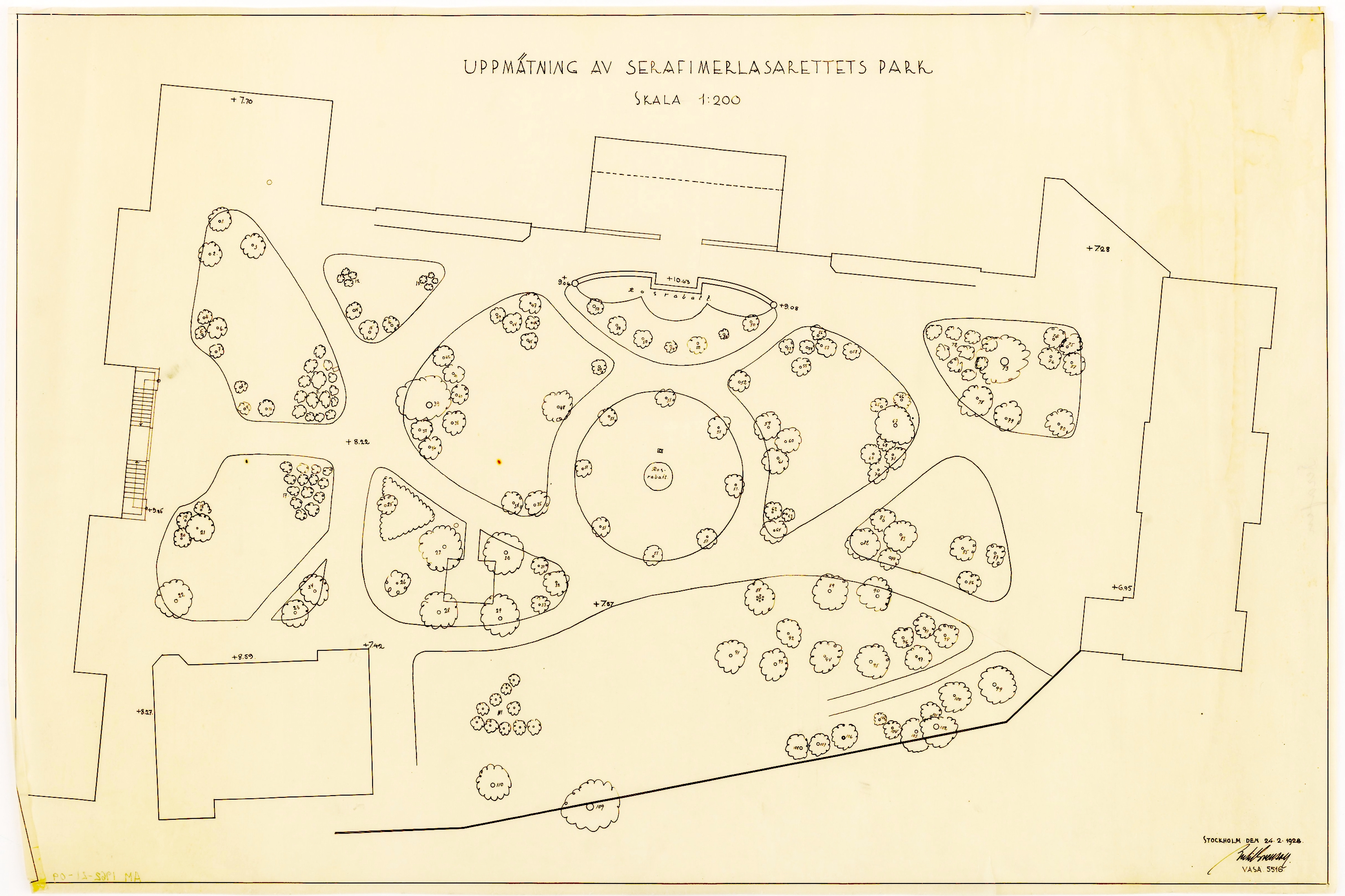
Kungliga Serafimerlasarettet. Förslag till ändring av parken, 1928.
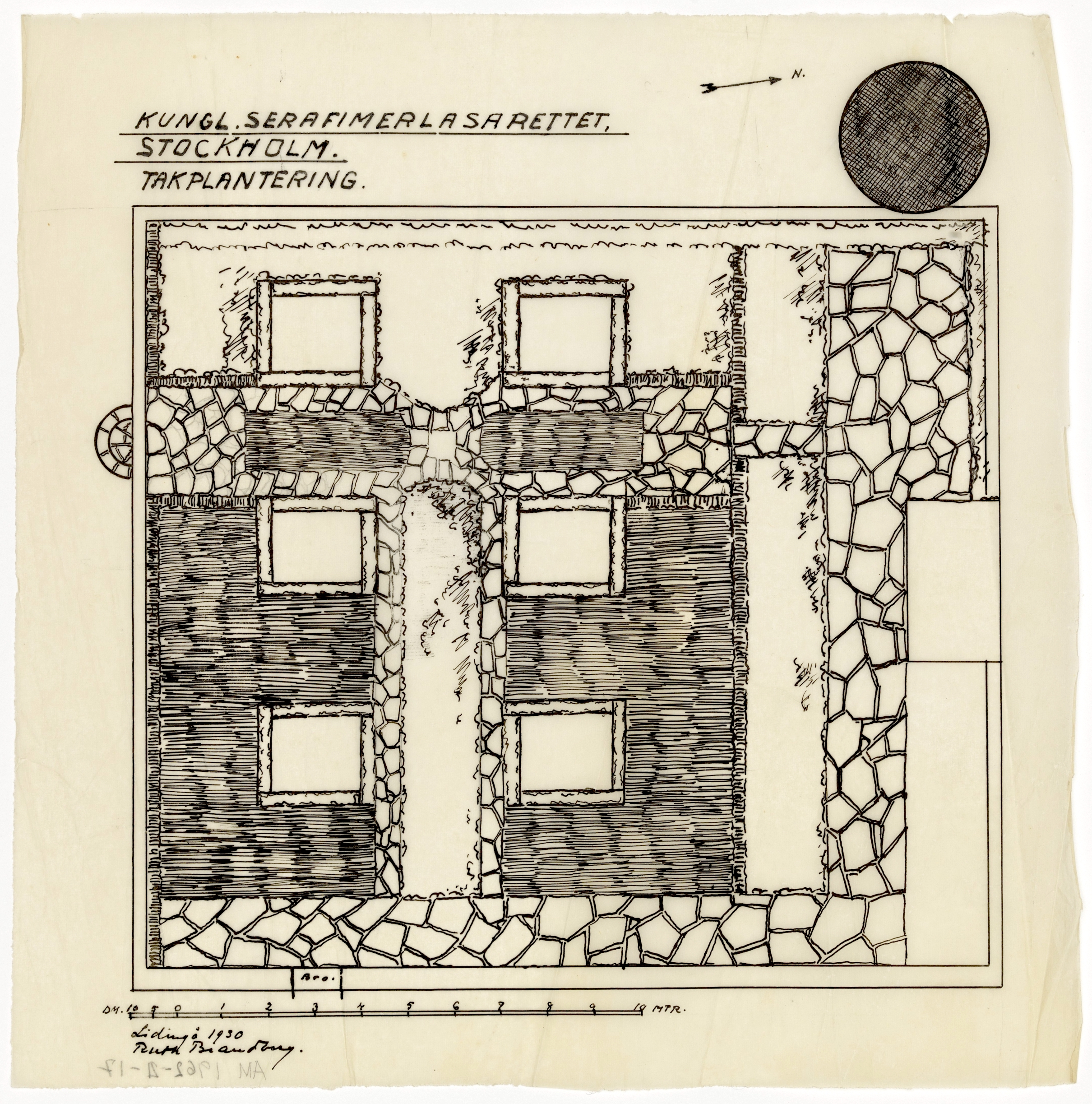
Kungliga Serafimerlasarettet. Förslag till ändring av parken, takplantering, 1930.
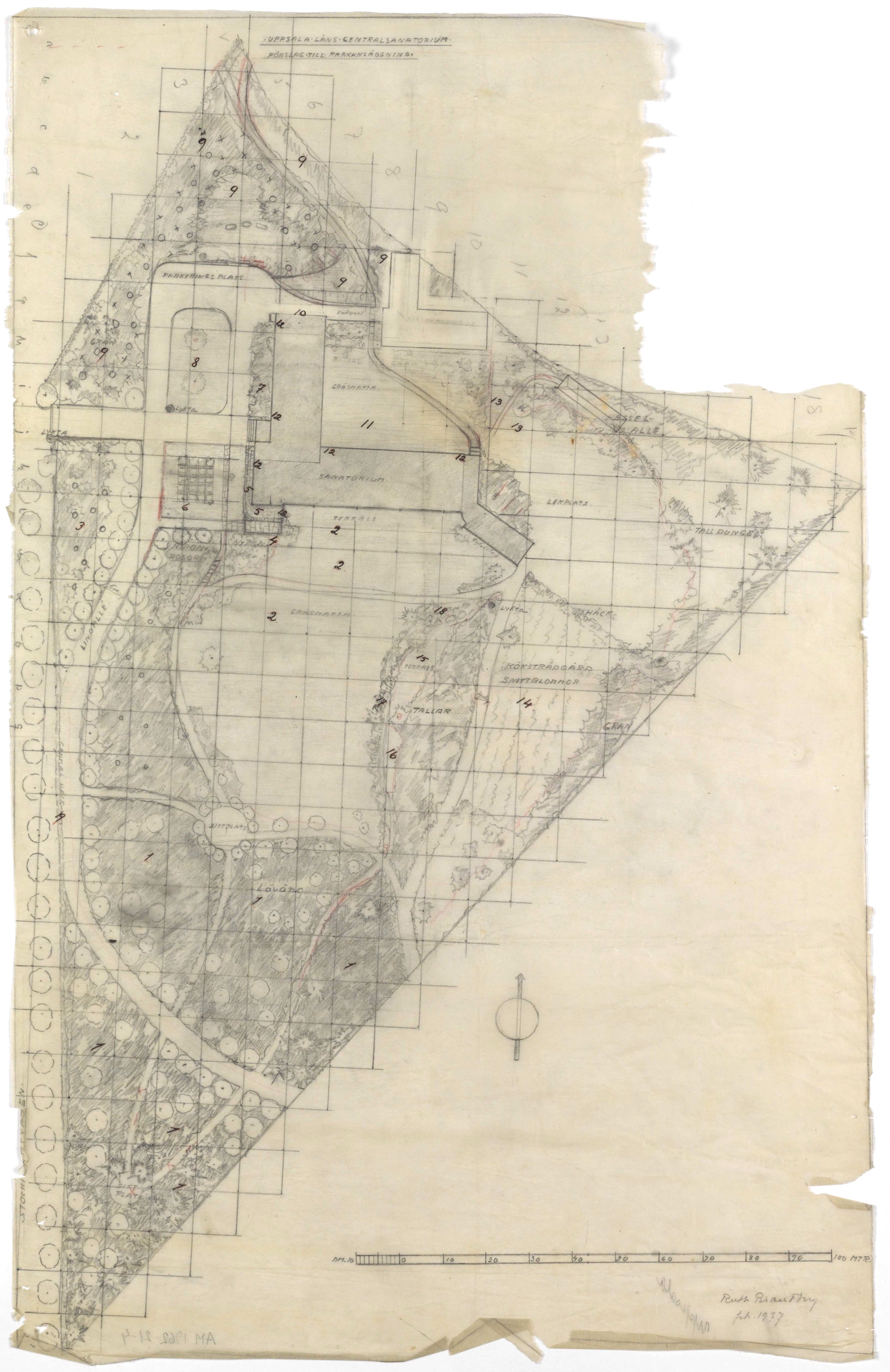
Uppsala läns centralsamatorium, förslag till parkanläggning, 1937.